# Eophrixus laevimanus
Eophrixus laevimanus is een pissebed uit de familie Bopyridae. De wetenschappelijke naam van de soort is voor het eerst geldig gepubliceerd in 1930 door Caroli.